# USS Guam (CB-2)
El USS Guam (CB-2) de la Armada de los Estados Unidos fue el segundo de los dos cruceros (large cruisers) de la clase Alaska. Fue puesto en gradas en 1942, botado en 1943 y asignado en 1944. Fue de baja en 1947 y desguazado en 1961.

## Construcción
Construido por New York Shipbuilding Corporation de Camden, Nueva Jersey. Fue puesto en gradas en febrero de 1942, botado el 12 de noviembre de 1943 y asignado el 17 de septiembre de 1944.

## Historia de servicio
El USS Guam, al igual que el USS Alaska, combatió en el Frente del Pacífico en 1944. Fue de baja en 1947 y posteriormente fue vendido para su desguace en 1961.